# KT지니뮤직
KT지니뮤직(KT GENIE MUSIC)은 음악 서비스 사업과 음악 콘텐츠 투자/유통을 전문으로 하는 회사이다. 지니뮤직의 최대주주는 KT스튜디오지니이며, 본사는 서울특별시 강남구 강남대로456 한석타워(4~9층)에 있다. 지니뮤직은 음원서비스 'genie' 플랫폼을 운영하고 있으며 AI기반 음원 추천서비스를 통해 타 음원플랫폼 대비 차별화 서비스를 제공 중이다. 또한, 주주사인 CJ ENM과의 지속적인 사업협력을 진행 중에 있으며 음원방송 Mnet의 인기가요 순위 프로그램 '엠카운트다운'의 가상 및 간접 광고를 적용하고 있다.

## 역사
1991년에 설립하여, 2000년 국내 음악 출판사였던 도레미 미디어를 인수했다.
2007년 KT 프리텔에 인수되어 1년 후 KTF 뮤직으로 이름을 변경하였다.
2009년 다시 기업의 상호인 KT 뮤직으로 재차 변경하였다.
2012년 KMP 홀딩스를 인수하여 2013년 유통 네트워크를 흡수하였다.
2017년 상호를 KT뮤직에서 지니뮤직으로 변경하였다.
2018년 자체 시상식 지니 뮤직 어워드를 신설한다.
2018년 7월 25일 CJ ENM의 계열사인 CJ디지털뮤직의 지분 100%를 인수하였다.
2018년 10월 10일 지니뮤직과 CJ디지털뮤직이 흡수합병하여 통합법인 지니뮤직이 되었다.
2021년 3월 '20년 코스닥시장 공시우수법인으로 선정되었다.
2021년 9월 전자책/오디오북 플랫폼 '밀리의서재' 지분(38.63%)을 인수 최대주주 지위를 확보하였다.
2025년 4월 상호를 지니뮤직에서 KT지니뮤직으로 변경하였다.